# Mark Alt
Mark Alt (* 18. Oktober 1991 in Kansas City, Missouri) ist ein ehemaliger US-amerikanischer Eishockeyspieler, der im Verlauf seiner aktiven Karriere zwischen 2010 und 2023 unter anderem 20 Spiele für die Philadelphia Flyers, Colorado Avalanche und Los Angeles Kings  in der National Hockey League (NHL) auf der Position des Verteidigers bestritten hat. Darüber hinaus absolvierte Alt annähernd 500 Partien in der American Hockey League (AHL).

## Karriere

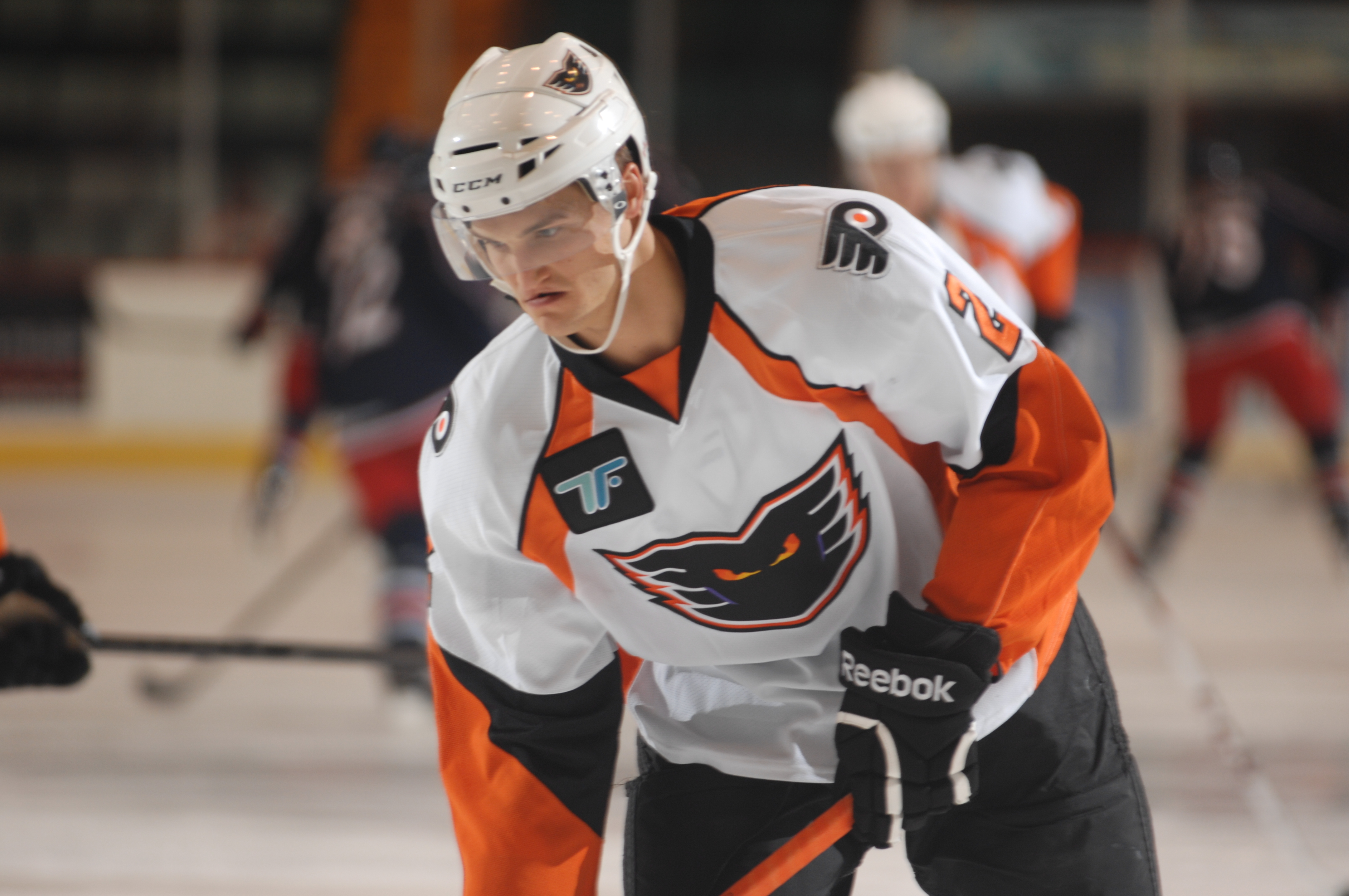
Alt im Trikot der Adirondack Phantoms (2013)

Mark Alt wurde in Kansas City im Bundesstaat Missouri geboren, als sein Vater John Alt dort für die Kansas City Chiefs in der National Football League (NFL) aktiv war. Anschließend wuchs er in Minnesota auf und war dort in seiner Jugend für das Team der Cretin-Derham Hall High School in einer regionalen High-School-Liga aktiv. Zudem war kurzzeitig im Team Northeast vertreten, einer lokalen Auswahlmannschaft, bevor ihn die Carolina Hurricanes aus der National Hockey League (NHL) im NHL Entry Draft 2010 an 53. Position berücksichtigten. In der Folge schrieb sich der Abwehrspieler an der University of Minnesota ein und lief fortan für deren Golden Gophers in der Western Collegiate Hockey Association (WCHA) auf, einer Liga im Spielbetrieb der National Collegiate Athletic Association (NCAA). Drei Jahre war er an der Hochschule aktiv und wurde in dieser Zeit zweimal ins WCHA All-Academic Team gewählt.
Im April 2013 unterzeichnete Alt einen Einstiegsvertrag bei den Philadelphia Flyers, die ihn im Januar desselben Jahres samt Brian Boucher von den Hurricanes erhalten und dafür Luke Pither nach Carolina geschickt hatten. Die Flyers setzten den Verteidiger bei ihrem Farmteam, den Adirondack Phantoms, in der American Hockey League (AHL) ein, bevor er im Laufe der Saison 2014/15 sein Debüt für Philadelphia in der National Hockey League (NHL) gab. Vorerst kehrte er nach diesem einen Einsatz zum neuen Farmteam zurück, den Lehigh Valley Phantoms, ehe er während der Spielzeit 2017/18 weitere Spielzeit in der höchsten Liga Nordamerikas erhielt. Nach acht NHL-Spielen für die Flyers sollte er ein weiteres Mal in die AHL geschickt werden, als er jedoch vom Waiver von der Colorado Avalanche verpflichtet wurde.
Für die Avalanche absolvierte Alt bis zum Ende der Saison 2017/18 sieben Spiele und unterzeichnete anschließend einen neuen Zweijahresvertrag in Colorado. Anschließend übernahm er beim neuen Farmteam, den Colorado Eagles, das Amt des Mannschaftskapitäns. Nach zwei Jahren in Denver wurde sein auslaufender Vertrag nach der Spielzeit 2019/20 nicht verlängert, sodass er sich im Oktober 2020 als Free Agent den Los Angeles Kings anschloss. Zur Saison 2021/22 wechselte er zu den San Jose Barracuda in die AHL, die ihn Ende März 2022 im Tausch für Mason Jobst an die Rochester Americans abgaben. Dort beendete der US-Amerikaner die Spielzeit. Anschließend war er bis Februar 2023 vereinslos, ehe er sich den Straubing Tigers aus der Deutschen Eishockey Liga (DEL) anschloss. Nach zwölf Einsätzen verließ Alt den Klub aber bereits wieder nach dem Saisonende und beendete anschließend seine Karriere.

## Erfolge und Auszeichnungen
- 2012 WCHA All-Academic Team
- 2013 WCHA All-Academic Team

## Karrierestatistik
(Legende zur Spielerstatistik: Sp oder GP = absolvierte Spiele; T oder G = erzielte Tore; V oder A = erzielte Assists; Pkt oder Pts = erzielte Scorerpunkte; SM oder PIM = erhaltene Strafminuten; +/− = Plus/Minus-Bilanz; PP = erzielte Überzahltore; SH = erzielte Unterzahltore; GW = erzielte Siegtore; 1 Play-downs/Relegation; Kursiv: Statistik nicht vollständig)